# 4 Days
4 Days è il terzo EP del disc jockey, produttore discografico, musicista e cantante norvegese Aleksander Vinter, il terzo sotto lo pseudonimo di Savant, creato grazie alla collaborazione di JELO e Adam K. È stato pubblicato il 6 maggio 2013.

## Tracce
1. Baddery (feat. JELO) - 3:43
2. Damage (feat. Adam K) - 4:11